# نيفيل غرايم ميرشنت
نيفيل غرايم ميرشنت (بالإنجليزية: Neville Marchant)‏ هو عالم نبات أسترالي، ولد في 1939.